# Antonio Gazio
Antonio Gazio (latinul: Antonius Gazius, magyarosan: Gazius Antal, 1461 körül – 1528.) orvosdoktor, pedagógus, író.

## Élete
Cremonai olasz származású volt és a paduai egyetemen hallgatta az orvosi tudományokat. Miután Európa több tartományát bejárta s gyógyításaival hiressé lett, Magyarországba is eljött: 1508-ben és 1515-ben járt Budán. Itt különösen a főurak kegyét nyerte meg és több évig működött. Thurzó János szepesi gróf magával vitte Krakkóba, hol I. Zsigmond lengyel királyt veszélyes betegségéből kigyógyította; azután a király rendes orvosa lett; nagy tekintélyt szerzett Lengyelországban, hol 1528-ban történt haláláig maradt.

## Munkái
- Florida Corona, quae ad sanitatis hominum conseruationem ac longaeuam vitam perducendam sunt pernecessaria, continens. Venetiis, 1491 (Leyden, 1514 és 1539)
- De vino et Cereuisia tractatio. Cracouia, 1539 (Augsburg, 1546. és Padua, 1549)
- De Somno et Vigilia Libellus. Basiliis, 1539 (Constant. Aphricani Operaval együtt)
- Aerarium Sanitatis. Augustae, 1546 (Padua, 1549)
- Quo medicamentorum genere purgationes fieri debeant, sive de Ratione euacuandi Libellus. Basiliae, 1541 (Albucasa és Catalani munkáival is, Basiliae, 1565)